# برايان لوبيز (لاعب كرة قدم)
برايان لوبيز (بالإسبانية: Brian López) هو لاعب كرة قدم إسباني، ولد في 20 نوفمبر 1999 في تاراسا في إسبانيا. لعب مع UA Horta ‏.

## روابط خارجية
- برايان لوبيز على موقع قاعدة بيانات كرة القدم.إي يو (الإنجليزية)
- برايان لوبيز على موقع Soccerway.com (الإنجليزية)